# Eriococcus davidsoni
Eriococcus davidsoni är en insektsart som först beskrevs av Miller 1993.  Eriococcus davidsoni ingår i släktet Eriococcus och familjen filtsköldlöss. Inga underarter finns listade i Catalogue of Life.